# トロポミオシン

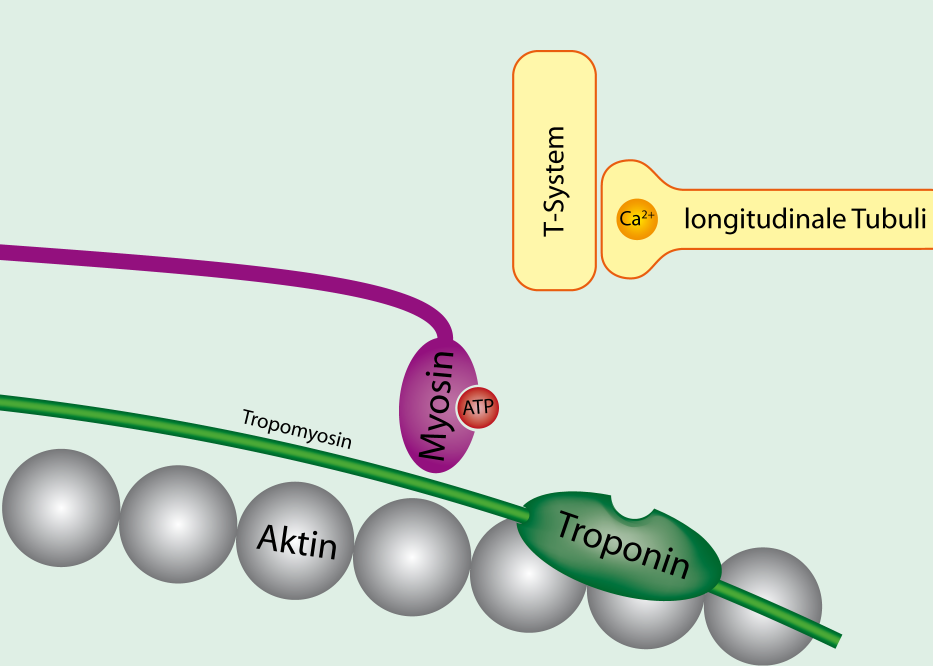
アクチンに結合しているトロポミオシン（緑色の線）。トロポニン複合体が結合している。

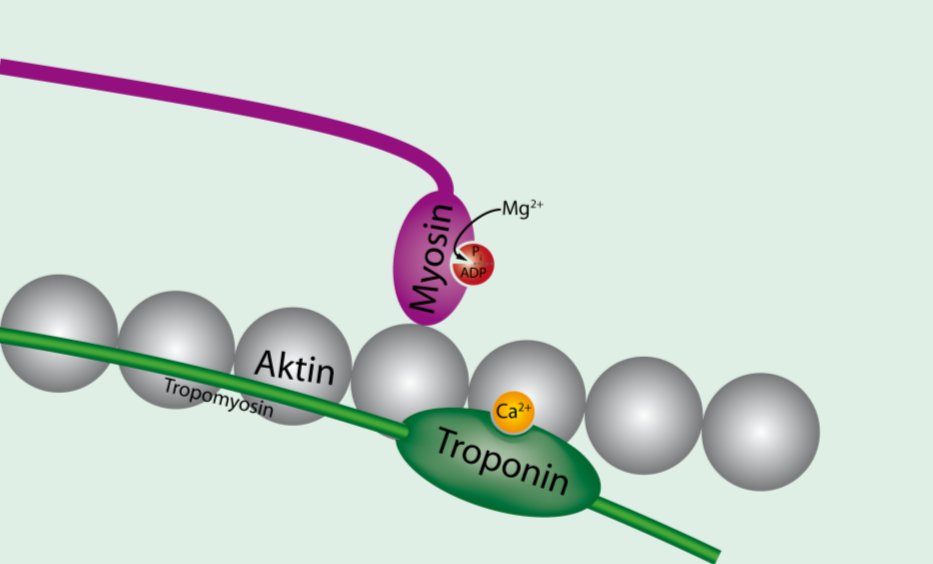
トロポニン複合体にカルシウムが結合すると、トロポミオシンがアクチンから離れる。

トロポミオシン（Tropomyosin）は、アクチンの働きを調節する線維状のアクチン結合タンパク質である。2本のαヘリックスからなるコイルドコイルの構造をとり、特に筋収縮を行う上で重要な働きをしている。トロポニン複合体が筋線維中のトロポミオシンに結合し、ミオシン結合を調節することで、筋収縮を調節している。

## 概要
筋肉が弛緩している状態では、トロポニン複合体が結合したトロポミオシンがアクチン上のミオシン結合部位をふさいでおり、ミオシンの結合をブロックしている。神経刺激などにより筋小胞体からカルシウムイオンが放出されると、カルシウムイオンがトロポニン複合体中のトロポニンC（カルシウム結合性トロポニン）と結合し、トロポニン複合体の構造が変化することで、アクチンのミオシン結合部位からトロポミオシンの一部が外れる。それによって、ミオシンの頭部がアクチンのミオシン結合部位に結合することができるようになり、筋収縮が行われる。筋収縮が進むと、カルシウムイオンは細胞質からポンプ輸送されて、細胞内濃度が低下する。そうなるとトロポニンCからカルシウムの結合が外れ、トロポミオシンは再びアクチンのミオシン結合部位に結合し、ミオシンが結合するのを防ぐ。

## アレルギー
トロポミオシンは種ごとの違いが大きい（種ごとに高度に保存されている）タンパク質であるため、アレルゲンとなることもある。例えばエビやハウスダスト中のチリダニ類などのトロポミオシンが原因で、アレルギーを発症する人もいる。